# Тимофеевка (Полтавская область)
Тимофеевка (укр. Тимофіївка) — село,
Плешивецкий сельский совет,
Гадячский район,
Полтавская область,
Украина.
Код КОАТУУ — 5320485306. Население по переписи 2001 года составляло 199 человек.

## Географическое положение
Село Тимофеевка находится между сёлами Плешивец и Бакуты (3 км).
По селу протекает пересыхающий ручей с запрудой.